# A-704
A-704是人類腎細胞癌細胞系，最初是分離自一名78歲的人類男性腎細胞癌患者，存在着SETD2基因突變。

## 科研用途
2016年，有科研人員假設USP21基因的表達可能與腎細胞癌的腫瘤進展有關，其後在A-704細胞中使用小分子干擾核糖核酸誘導了USP21基因的減少，發現顯著抑制了A-704細胞的生長及侵襲能力，並且發現USP21基因的過度表達會促進A-704細胞的致瘤能力。 同年進行的另一項研究則使用小干擾RNA敲落A-704細胞中的FKBP10，並且評估細胞增殖、細胞週期進程及侵襲能力，繼而評估了FK506結合蛋白在腎細胞癌中的表達和功能。實驗發現FKBP10的敲落導致細胞週期停在G0/G1期，並且減少A-704細胞的增殖及侵襲能力。

## 外部連結
- Cellosaurus entry for A-704（页面存档备份，存于）